# The Producers (2005)
The Producers is een Amerikaanse film uit 2005 van Susan Stroman gebaseerd op de gelijknamige musical The Producers.

## Verhaal
Na het uitvoeren van nog maar eens een Broadway-flop en ten einde raad. Gaat producer Max Bialystock met de timide accountant Leo Bloom in op een kans om snel rijk te worden met de slechtste show ter wereld.

## Rolverdeling
- Nathan Lane - Max Bialystock
- Matthew Broderick - Leo Bloom
- Uma Thurman - Ulla
- Will Ferrell - Franz Liebkind
- Gary Beach - Roger DeBris
- Roger Bart - Carmen Ghia
- Eileen Essell - Hold Me-Touch Me
- Michael McKean - Prison Trustee
- David Huddleston - Rechter
- Debra Monk - Lick Me-Bite Me

## Prijzen en nominaties
| Jaar | Prijs                     | Categorie                                                              | Genomineerde                                              | Resultaat   |
| ---- | ------------------------- | ---------------------------------------------------------------------- | --------------------------------------------------------- | ----------- |
| 2005 | SLFCA Award               | Best Animated, Musical, or Comedy Film                                 | /                                                         | Genomineerd |
| 2005 | Stinker Award             | Worst Sense of Direction (Stop them before they direct again!)         | Susan Stroman                                             | Genomineerd |
| 2005 | Stinker Award             | Worst Actor                                                            | Matthew Broderick                                         | Genomineerd |
| 2005 | Stinker Award             | Worst Song or Song Performance in a Film or End Credits                | Gary Beach: "Keep it Gay"                                 | Genomineerd |
| 2005 | Stinker Award             | Less Than Dynamic Duo                                                  | Nathan Lane/Matthew Broderick                             | Genomineerd |
| 2005 | Stinker Award             | Worst Remake                                                           | /                                                         | Genomineerd |
| 2005 | Hollywood Film Award      | Supporting Actor of the Year                                           | Matthew Broderick                                         | Gewonnen    |
| 2006 | Golden Reel Award         | Best Sound Editing in Feature Film - Music - Musical                   | Dan Lieberstein, Missy Cohen, John M. Davis en Frank Wolf | Genomineerd |
| 2006 | HPA Awards                | Outstanding Audio Post - Feature Film                                  | Lon Bender, Lee Dichter en Soundelux                      | Genomineerd |
| 2006 | Gold Derby Award          | Original Song                                                          | Mel Brooks: "There's Nothing Like A Show On Broadway"     | Genomineerd |
| 2006 | Critics Choice Award      | Best Soundtrack                                                        | /                                                         | Genomineerd |
| 2006 | Critics Choice Award      | Best Comedy Movie                                                      | /                                                         | Genomineerd |
| 2006 | Movies for Grownups Award | Best Actor                                                             | Nathan Lane                                               | Genomineerd |
| 2006 | Golden Globe              | Best Motion Picture - Comedy or Musical                                | /                                                         | Genomineerd |
| 2006 | Golden Globe              | Best Performance by an Actor in a Motion Picture - Comedy or Musical   | Nathan Lane                                               | Genomineerd |
| 2006 | Golden Globe              | Best Performance by an Actor in a Supporting Role in a Motion Picture  | Will Ferrell                                              | Genomineerd |
| 2006 | Golden Globe              | Best Original Song - Motion Picture                                    | Mel Brooks: "There's Nothing Like A Show On Broadway"     | Genomineerd |
| 2007 | Grammy Awards             | Best Song Written for Motion Picture, Television or Other Visual Media | Mel Brooks: "There's Nothing Like A Show On Broadway"     | Genomineerd |